# Charles F. Sprague
Charles Franklin Sprague (* 10. Juni 1857 in Boston, Massachusetts; † 30. Januar 1902 in Providence, Rhode Island) war ein US-amerikanischer Politiker. Zwischen 1897 und 1901 vertrat er den Bundesstaat Massachusetts im US-Repräsentantenhaus.

## Werdegang
Charles Sprague war der Enkel von US-Senator Peleg Sprague (1793–1880). Er besuchte die öffentlichen Schulen seiner Heimat und studierte danach bis 1879 an der Harvard University. Nach einem anschließenden Jurastudium an derselben Universität sowie der Boston University und seiner Zulassung als Rechtsanwalt begann er in Boston in diesem Beruf zu arbeiten. Gleichzeitig schlug er als Mitglied der Republikanischen Partei eine politische Laufbahn ein. In den Jahren 1889 und 1890 saß er im Stadtrat von Boston. Danach war er von 1891 bis 1892 Abgeordneter im Repräsentantenhaus von Massachusetts. Anschließend amtierte er bis 1894 als Parkbeauftragter der Stadt Boston. In den Jahren 1895 und 1896 gehörte er dem Senat von Massachusetts an.
Bei den Kongresswahlen des Jahres 1896 wurde Sprague im elften Wahlbezirk von Massachusetts in das US-Repräsentantenhaus in Washington, D.C. gewählt, wo er am 4. März 1897 die Nachfolge von William F. Draper antrat. Nach einer Wiederwahl konnte er bis zum 3. März 1901 zwei Legislaturperioden im Kongress absolvieren. Diese waren im Jahr 1898 von den Ereignissen des Spanisch-Amerikanischen Krieges geprägt. Im Jahr 1900 verzichtete Charles Sprague auf eine erneute Kongresskandidatur. Er starb binnen eines Jahres nach seinem Ausscheiden aus dem Kongress am 30. Januar 1902 in einem Krankenhaus in Providence.